# Категории транспортных средств
Категории транспортных средств — разделение транспортных средств (ТС) по общим признакам, отражающих их наиболее общие свойства.
Законодательства разных государств подразделяют транспортные средства на категории, основываясь на их видах, типах, назначении, конструкции, и так далее. От категории транспортного средства зависит требуемая для его вождения категория прав. В ноябре 2013 года на 161-й сессии Всемирного форума для согласования правил в области транспортных средств принята Сводная резолюция о конструкции транспортных средств (СР.3), разработанная Комитетом по внутреннему транспорту Европейской экономической комиссии ООН. После этого принятая международная классификация стала вводиться в странах-членах организации.

## Современная классификация транспортных средств в России
Действующим законодательством транспортные средства разделяются на несколько категорий, обозначаемых латинскими буквами и арабскими цифрами.
L1—L7 — Мототранспортные средства.
M1—M3 — Транспортные средства, имеющие не менее четырех колес и используемые для перевозки пассажиров.
N1—N3 — Транспортные средства, используемые для перевозки грузов - автомобили грузовые и их шасси.
O1—O4 — Прицепы (полуприцепы) к транспортным средствам категорий L, M, N.
G — Транспортные средства повышенной проходимости. К ним относятся некоторые транспортные средства категорий M и N..

## Права на управление дорожным транспортом
В Российской Федерации для допуска к вождению ТС определённых категорий необходимо получение специального права, однако эти категории отличаются от технических категорий ТС.

### Таблица соответствия категорий транспорта в правах техническим категориям
| Категория ТС по водительским удостоверениям↓ | Техническая категория ТС |
| -------------------------------------------- | --- |
| М М1                                         | L1 велосипеды (без передач)(с передачами выше 6 М1)Получение водительского удостоверения с 10 лет. Возраст меньше (z1)), L6 |
| A                                            | L3 |
| A1                                           | L3 на <= 125 см3 и макс. мощностью <= 11 киловатт (но не L1)                                                                |
| B                                            | M1/N1, разрешенная максимальная масса которых не превышает 3,5 тонн; M1/N1+O1; M1/N1                                        |
| BE                                           | M1, разрешенная максимальная масса которых не превышает 3,5 тонн, с прицепом тяжелей его (выше 3.5 тонн вместе)             |
| B1                                           | L2, L4, L5, L7 |
| С                                            | M1/N2/N3, разрешенная максимальная масса которых превышает 3,5 тонны.                                                       |
| С1                                           | M1/N2, разрешенная максимальная масса которых 3,5-7,5 тонн (но не M2/M3), можно с O1                                        |
| С1E                                          | M1/N2, разрешенная максимальная масса которых 3,5-7,5 тонн (но не M2/M3), с прицепом >750кг (до 12 тонн вместе)             |
| СE                                           | M1/N2/N3, разрешенная максимальная масса которых превышает 3,5 тонны (но не M2/M3) сцеплённые с прицепом >750кг             |
| D                                            | M2/M3, можно с O1 |
| D1                                           | M2/M3 не более чем с 16ю пассажирскими сидячими местами, можно с O1                                                         |
| D1E                                          | M2/M3 не более чем с 16ю пассажирскими сидячими местами и с O1, не предназначенным для пассажиров (до 12 тонн вместе)       |
| DE                                           | M2/M3 с прицепом >750 кг; сочленённые автобусы, дуобусы.                                                                    |
| Tm                                           | M2/M3, являющиеся трамваями                                                                                                 |
| Tb                                           | M2/M3, являющиеся троллейбусами                                                                                             |

## Самоходные машины
К самоходным машинам относятся, в частности, тракторы, комбайны, вездеходы, снегоходы и квадроциклы. Для управления самоходными машинами потребуется получать удостоверение тракториста-машиниста (тракториста) с открытой категорией А1 (внедорожные мототранспортные средства) по классификации внедорожных транспортных средств Гостехнадзора.

### ТС, на управление которыми не требуется специальное удостоверение (права)
К ним относятся все ТС, отсутствующие в списке выше — в их числе велосипеды и ТС (кроме автомобилей и трамваев) с числом колёс превышающим 4 или меньше двух как, например, моноциклы (Ryno bike и др.) или моторизированные сноуборды.
При этом:
- велосипед с собственноручно вставленным электромотором по документам остаётся безмоторным велосипедом (с ДВС — становится мопедом или мотоциклом[4]);
- подчиняется общим правилам дорожного движения;
- для любых самоходных ТС существуют ограничения (см. ниже);
- термин «автомобиль» спорен, так как его определение не прописано в ПДД. Например, сложно назвать автомобилем узкие и закрытые ТС (как, например, Lit Motors C-1) с мотопосадкой (при любом количестве колёс), так как их можно называть крытыми мотоциклами. Хотя, к мотоциклам приравнивают и 3-4-колёсные автомобили до 400 кг.

#### Преимущества
- у велосипедистов: возможность двигаться по обочине, а также по более безопасной велосипедной дорожке либо по тротуару, пешеходной дорожке или в пределах пешеходных зон в случаях если по обочине или правому краю проезжей части невозможно (например если он заставлен машинами) и это не создаст помехи другим участникам движения (п.24.6 ПДД)

#### Ограничения
На любом ТС следует соблюдать ПДД, среди которых:
- запрет на движение по тротуару любым ТС (в том числе игрушечным машинкам с электродвигателями), кроме тех, где движение производится отталкиванием ногами от асфальта (то есть которые нельзя назвать механизмами) и кроме велосипедов в случаях, предусмотренных в п.24 ПДД.
- запрет на эксплуатацию самоходных ТС при наличии неисправностей и прочих условий из перечня в приложении ПДД.

Категория конкретного ТС указывается в его паспорте транспортного средства (ПТС) и в свидетельстве о регистрации транспортного средства.

## Удостоверение (права) на управление водным транспортом
В России порядок получения удостоверения на право управление маломерными судами регулируется приказами МЧС от 27 мая 2014 г. № 262 и № 263.
Согласно названным приказам, категории маломерных судов подразделяются на:
— маломерное моторное судно (катер или моторная лодка без ограничений по мощности силовой установки длиной до 20 м);
— маломерное парусное судно (парусная яхта длиной до 20 м);
— маломерное парусно-моторное судно (парусная яхта длиной до 20 метров, имеющая, помимо парусного вооружения, силовую установку в виде подвесного лодочного мотора или стационарного двигателя);
— гидроцикл (бескорпусное маломерное судно);
— маломерное судно особой конструкции (например, суда на воздушной подушке, СВП).
Кроме категорий (типов) маломерных судов, в удостоверении на право управления маломерным судном указываются разрешенные районы плавания:
— внутренние воды России, в которых на организацию судоходства постановление Правительства Российской Федерации от 12 мая 2012 г. «Об утверждении Правил плавания по внутренним водным путям Российской Федерации» не распространяется (внутренние воды Российской Федерации, «ВП»);
— внутренние воды Российской Федерации, включая внутренние воды Российской Федерации, где судоходство организовано в соответствии с Правилами плавания по ВВП России (внутренние водные пути Российской Федерации, «ВВП»);
— внутренние морские воды и территориальном море Российской Федерации;
— морские воды IV категории сложности I разряда в соответствии с техническим регламентом Таможенного союза «О безопасности маломерных судов» с удалением от мест убежищ или берега до 20 морских миль, включая внутренние морские воды и территориальное море Российской Федерации.
Два последних района плавания относятся, к так называемым в народе «морским путям», «МП».